# Reuben Archer Torrey
Reuben Archer Torrey (ur. 28 stycznia 1856 w Hoboken, zm. 26 października 1928 w Asheville) – amerykański ewangelista, pastor, nauczyciel i autor protestancki.
Kształcił się na Uniwersytecie Yale i w tamtejszej szkole teologicznej oraz na uniwersytetach w Lipsku i Erlangen. Współpracował z Dwightem Moodym i objął po jego śmierci kierownictwo Instytutu Biblijnego im. Moody'ego. Wygłaszał w wielu krajach cykle prelekcji ewangelizacyjnych.
Napisał przeszło 40 książek. W języku polskim ukazała się, między innymi, Duch Święty. Jego istota i działanie.